# جرالد برتون وینراد
جرالد برتون وینراد (انگلیسی: Gerald Burton Winrod) یک نویسنده و فعال سیاسی یهودستیز و طرفدار نازی بود.او در زمان جنگ جهانی دوم محاکمه شد.

## زندگینامه
او در سال ۱۹۰۰ به دنیا آمد. پدر او در یک بار کار میکرد. در سال ۱۹۱۸ او کارمند اداره گاز و برق شد. در سال ۱۹۲۵ او گروهی به نام محافظان دین مسیحی ایجاد کرد که مخالف تدریس نظریه تکامل در مدارس بود.
وینراد به شدت یهودستیز بود و از این رو به نام جیهاوک نازی معروف بود. او در مقاله ای اظهار داشت که به نظر او پروتوکول بزرگان صهیون واقعی است. او نوشت :
وینراد اعتقاد داشت که ایالات متحده سرزمین برگزیده خداست. او اعتقاد داشت که فرانکلین روزولت شیطان است و با یهودیان کمونیست همدست است تا جلوی اینکه هیتلر اروپا را از کمونیسم نجات دهد بگیرد.
او مقالات خود را در روزنامه اش به نام محافظ مینوشت و در اوج محبوبیت حدود ۱۰۰۰۰۰ نسخه داشت. بعضی از مقالات از روزنامه یهودستیزانه ای که توسط اولریچ فلیشهائر نوشته شده بود کپی میشد.
وینراد تلاش کرد که به کنگره آمریکا به عنوان نماینده کانزاس وارد شود ولیکن در انتخابات شکست خورد.
وینراد در بین آلمانی زبانهای کانزاس طرفداران زیادی داشت. او در سال ۱۹۵۷ در کانزاس درگذشت.